# NGC 829
NGC 829 é uma galáxia espiral (Sc) localizada na direcção da constelação de Cetus. Possui uma declinação de -07° 47' 25" e uma ascensão recta de 2 horas, 8 minutos e 42,2 segundos.
A galáxia NGC 829 foi descoberta em 23 de Setembro de 1865 por Heinrich Louis d'Arrest.